# Silice pyrogénée
Ne doit pas être confondu avec fumée de silice.

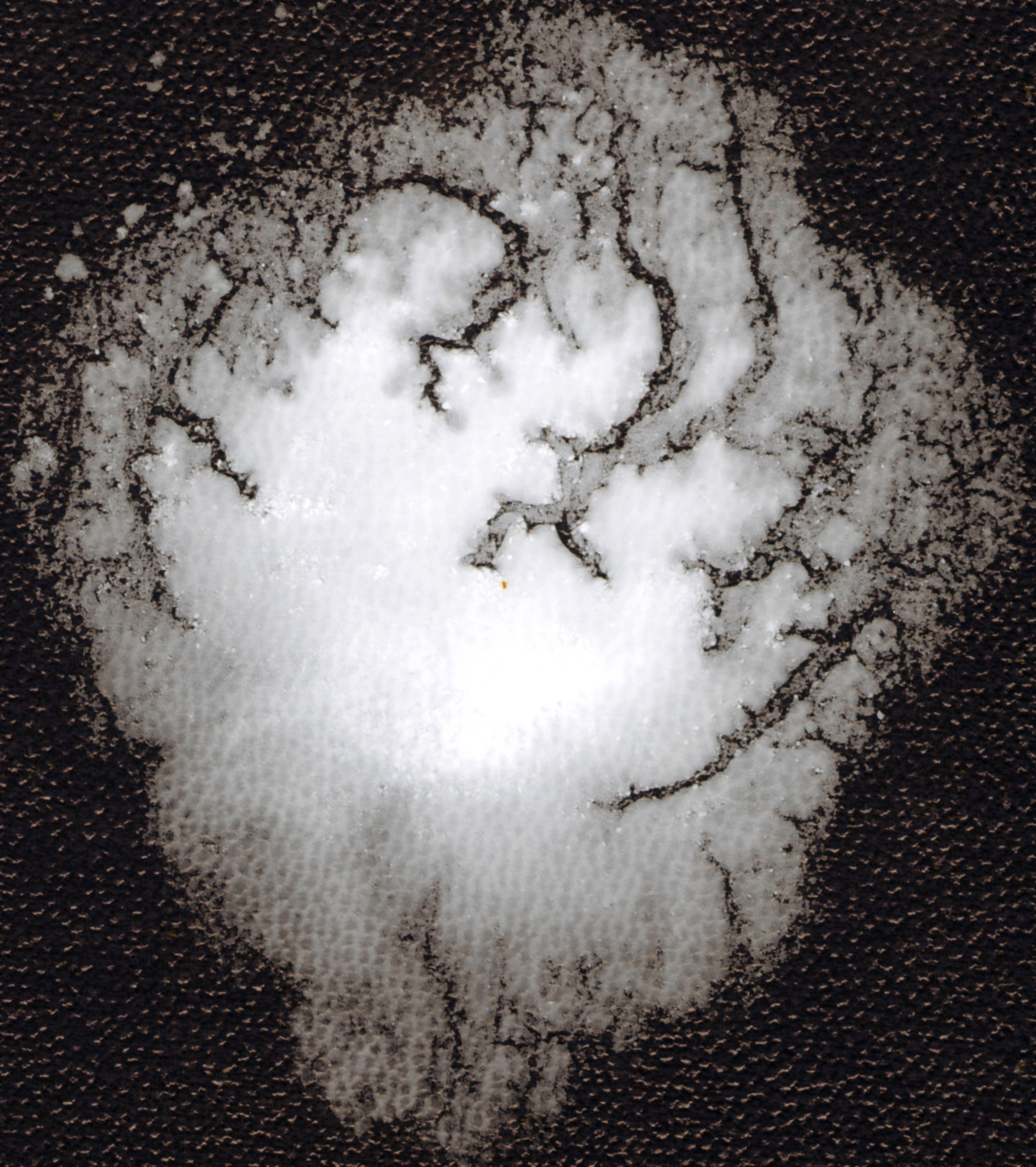
Silice pyrogénée avec surface spécifique de 130 m2/g.

La silice pyrogénée (numéro CAS 112945-52-5, fumed silica en anglais) est une forme de dioxyde de silicium, ou silice, de formule chimique SiO2. Elle se présente comme une poudre constituée de gouttelettes de silice fondue refroidies en formant des chaînes tridimensionnelles qui s'organisent en particules de matière amorphe de très faible masse volumique apparente et de surface spécifique très élevée. Cette structure particulière entraîne un comportement thixotrope accroissant la viscosité des substances dans lesquelles elle est utilisée comme épaississant ou comme charge dans les matières plastiques.

## Production
Pour produire de la silice pyrogénée, on commence par réduire du sable de silice avec du carbone pour former du silicium, lequel est mis à réagir avec du chlore pour former du tétrachlorure de silicium SiCl4. Ce dernier est enfin pyrolysé à haute température avec de l'oxyhydrogène, mélange d'hydrogène H2 et d'oxygène O2 en proportions 2:1. Dans ce processus, un mélange homogène de tétrachlorure de silicium en phase vapeur, d'hydrogène, d'oxygène et d'un gaz inerte est brûlé dans une chambre de combustion refroidie. Il se forme du chlorure d'hydrogène HCl comme sous-produit, ainsi que des gouttelettes de silice fondue qui se lient les unes aux autres en formant des chaînes, puis un réseau tridimensionnel ramifié en se refroidissant.

Mode de production schématique de la silice pyrogénée.

La substance obtenue est une poudre blanche dont la masse volumique apparente est très faible et présentant une surface spécifique très élevée. Cette structure lui confère des propriétés thixotropes particulières qui la font utiliser comme épaississant. On pense que la mobilité des chaînes de polymères entre lesquelles elle est utilisée comme charge est entravée par la forte adsorption des particules de silice. Les particules de silice pyrogénée ont un diamètre de 5 à 50 nm, une surface spécifique de 50 à 600 m2/g et une masse volumique apparente 0,16 à 0,19 g/cm3.

Les principaux producteurs mondiaux sont Evonik (qui le vend sous le nom d'Aerosil), Cabot Corporation (Cab-O-Sil), Wacker Chemie, Dow Corning. (HDK), Dow Corning, Heraeus (Zandosil), Tokuyama Corporation (Reolosil), OCI (Konasil), Orisil (Orisil) et Xunyuchem(XYSIL).

## Applications
La silice pyrogénée est un épaississant et un anti-agglomérant largement utilisé dans les poudres. Comme le gel de silice, elle peut être utilisée comme absorbeur d'humidité. On la retrouve dans les cosmétiques du fait de ses propriétés de diffusion de la lumière. Elle est utilisée comme abrasif doux dans le dentifrice, comme charge dans les élastomères en silicone et pour l'ajustement de la viscosité de peintures, revêtements, encres, adhésifs et résines de polyesters insaturés.

## Problèmes de santé
La silice pyrogénée n'est pas répertoriée comme cancérigène par la OSHA, la IARC, ou le NTP. En raison de sa finesse et de sa minceur, la silice pyrogénée peut facilement se retrouver en suspension dans l'air, ce qui en fait un risque d'inhalation, susceptible de provoquer des irritations.